# Sierre (district)
Het district Sierre (Frans: District de Sierre, Duits: Bezirk Siders) behoort tot het Zwitserse kanton Wallis met als hoofdplaats Sierre. Het district omvat de volgende gemeenten:
| Gemeentenaam  | Inwoners (x) | Oppervlakte (km²) |
| ------------- | ------------ | ----------------- |
| Anniviers     | x            | 243,1             |
| Chalais       | 3.286        | 24,5              |
| Chermignon    | 3.055        | 5,4               |
| Chippis       | 1.660        | 2,0               |
| Grône         | 2.253        | 21,1              |
| Icogne        | 548          | 25,0              |
| Lens          | 3.917        | 13,9              |
| Miège         | 1.370        | 2,5               |
| Mollens (VS)  | 933          | 11,1              |
| Montana       | 2.398        | 4,9               |
| Randogne      | 4.384        | 16,8              |
| Sierre        | 2.644        | 19,2              |
| Saint-Léonard | 16.332       | 3,9               |
| Venthône      | 1.219        | 2,5               |
| Veyras        | 2.644        | 1,1               |

Brig · Conthey · Entremont · Goms · Hérens · Leuk · Martigny · Monthey · Östlich Raron · Saint-Maurice · Sierre · Sion · Visp · Westlich Raron